# 相田久雄
相田 久雄（あいだ ひさお、1952年8月9日 - ）は、元テレビ宮崎（UMK）アナウンサー。
東京都出身。埼玉県立大宮高等学校、学習院大学法学部政治学科を卒業後の1976年、UMKに入社した。
妻は元UMKアナウンサーの甲斐聡子。
自社制作番組『さんさんサタデー』で「ごはんマン」として人気を得る。その後、『UMKニュースレポート』、『UMKスーパータイム』などのキャスターを経て、1996年頃から記者や管理職を歴任し、その後、2018年3月に定年のため退社した。
社内では歩行中も発声練習を行った。
2018年7月27日・8月8日にYouTube配信した「元祖マー坊チャンネル」に登場した。UMK退社後に姿を見せるのはこれが初めてだった。「マー坊（重信優）」と「ごはんマン」との共演が久々に果たせた。
現在は宮崎県ユニセフ協会で広報部長を務めている。

## 過去の担当番組
- さんさんサタデー
- UMKアイ・ラブみやざき
- サンデーみやざき
- UMKニュースレポート
- UMKニュースリポート
- UMKスーパータイム
- ライオンのお買い物ドンドン